# Agustina Palma
Camila Agustina Palma Espejo (San Miguel de Tucumán, 11 de agosto de 1999) es una actriz argentina. Participó en las series de televisión Rincón de luz, Floricienta, Once, Secreto bien guardado y Bia, entre otras.

## Biografía
Palma nació y creció en San Miguel de Tucumán,  junto a sus padres Mauricio Palma y Constanza Espejo, quien también es actriz, y su hermano Hernán. Allí cursó talleres de actuación, canto y baile.
En 2003 participó en un casting de Cris Morena para la telenovela Rincón de luz, donde consiguió un papel recurrente. Ese fue su primer trabajo en la televisión. Dos años más tarde se sumó a la telenovela Floricienta, interpretando a Bárbara.
En 2009 interpretó a Julieta en la telenovela Consentidos. En 2015 hizo una participación especial en la ficción Esperanza mía.
Entre 2017 y 2018 fue parte del elenco principal de la serie Once, de Disney XD, donde interpreta a Martina Markinson, la novia del coprotagonista. Dos años más tarde coprotagonizó la serie Secreto bien guardado de Cine Ar Play.
En 2019 y 2020 fue parte del elenco principal de Bia, serie de Disney Channel Latinoamérica, donde interpretó a Celeste, una de las mejores amigas de la protagonista. Repitió su papel en el especial de Disney+ Bia: un mundo al revés, que le dio un cierre a la serie.
En el mismo año se mudó a Madrid (España) para continuar su carrera como actriz. Al año siguiente protagonizó la obra de teatro Cariñito, junto a Alba Rico Navarro y Adriana Salas. Dicha obra será adaptada en formato de serie próximamente.

## Trabajos

### Televisión
| Año           | Título                 | Personaje                  | Notas                  |
| ------------- | ---------------------- | -------------------------- | ---------------------- |
| 2003          | Rincón de luz          | Compañera de Laura         | Participación especial |
| 2004          | Floricienta            | Florencia Santillan (Niña) | Participación especial |
| 2009-2010     | Consentidos            | Julieta                    | Antagonista infantil   |
| 2015          | Esperanza mía          | Extra                      | Participación especial |
| 2017-2018     | Once                   | Martina Markinson          | Elenco principal       |
| 2019          | Secreto bien guardado  | Irene Peres Kiev           | Elenco principal       |
| 2019-2020     | Bia                    | Celeste Quintero           | Elenco principal       |
| 2021          | Bia: un mundo al revés | Celeste Quintero           | Especial de televisión |
| 2021          | Cariñito               | Lola                       | Adaptación de la obra  |
| 2024-presente | Máxima                 | Valeria Delger             | Elenco Principal       |

### Teatro
| Año  | Título   | Personaje | Director          |
| ---- | -------- | --------- | ----------------- |
| 2021 | Cariñito | Lola      | Ezequiel Tronconi |
| 2021 | La Parka | Guadalupe | Diego Oria        |

## Discografía

### Bandas sonoras
- 2018: Atrápame si puedes - banda sonora de la serie Once.
- 2019: Así yo soy - banda sonora de la serie Bia.
- 2019: Si vuelvo a nacer - banda sonora de la serie Bia.
- 2020: Grita - banda sonora de la serie Bia.
- 2021: Bia: un mundo al revés - banda sonora de la serie Bia.

### Sencillos
- 2018: "Solo tú" (con Matías Ferreira)